# Mosa
|  | Aquest article tracta sobre el riu de l'Europa Occidental. Si cerqueu el departament francès, vegeu «Mosa (departament)». |

El Mosa (Meuse en francès, Moûse en való, Maas en neerlandès) és un riu de l'Europa Occidental. La seva conca cobreix cinc països: França, Bèlgica, Alemanya, Països Baixos i Luxemburg. Amb una edat de 380 milions d'anys (Devonià superior), es tracta del riu més antic del món.

## Hidrografia

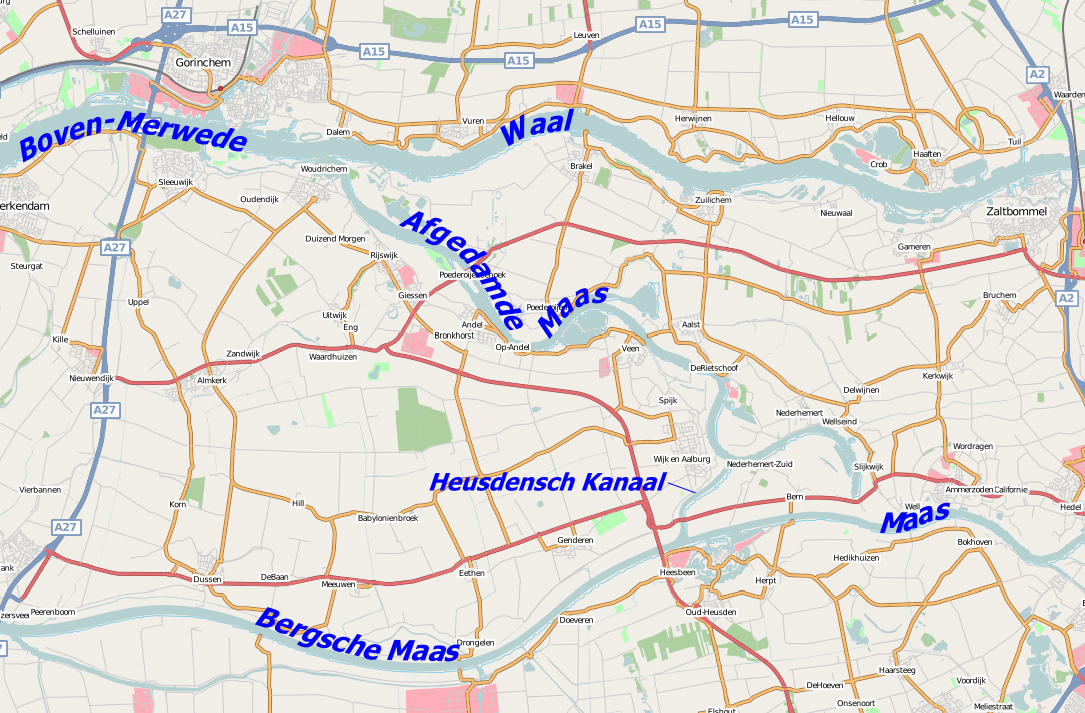
Mapa del Bergsche Maas i de l'Afgedamde Maas

Neix al barri Pouilly-en-Bassigny del municipi de Le Châtelet-sur-Meuse a l'altiplà de Langres (409 m d'altitud), a França, i corre cap al nord passant per Xampanya i Lorena. Passa per Verdun, Sedan i Charleville-Mézières, entra a Bèlgica passant per les Ardenes i a Namur rep el seu principal afluent, el Sambre i segueix al nord-est cap a Maastricht, on esdevé riu de plana i fronterer, entra als Països Baixos regant el Limburg i Brabant del Nord. Desemboca en una xarxa de braços d'un delta comú del Rin, del Waal i desaigua a la mar del Nord, prop de Rotterdam, en diversos braços i canals (Bergsche Maas, Haringvliet, Amer, Hollandsch Diep i el Heusdens Kanaal després d'un trajecte de 925 km.

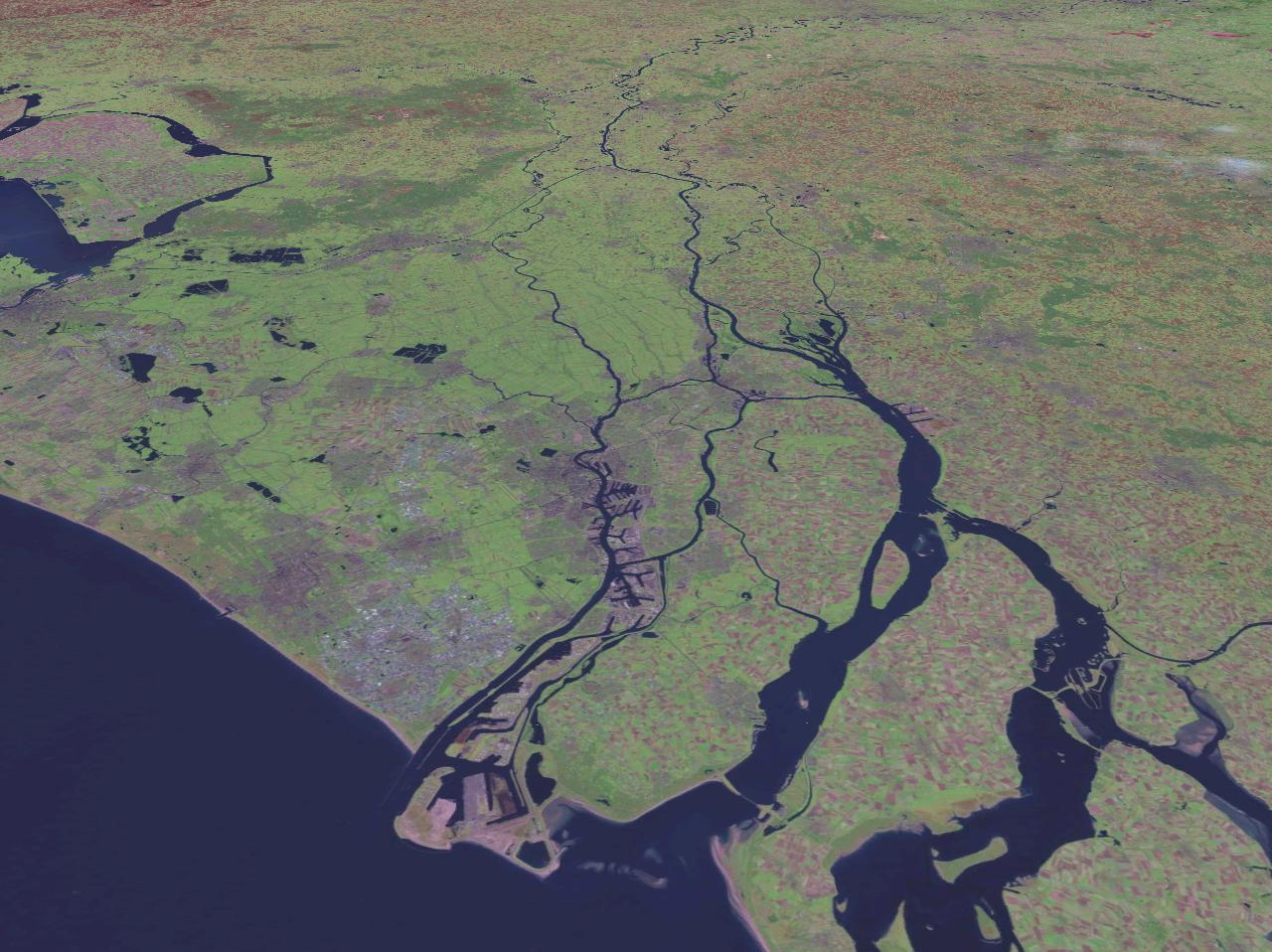
La desembocadura del Mosa i del Rin prop de Rotterdam

La seva conca té una àrea de 36.000 km². El seu cabal mitjà és de 230 m³/s.
És de règim essencialment pluvial, si bé el desglaç de neu de les Ardenes en pot fer créixer força el cabal. Així i tot, és en gran part navegable per a barcasses de tonatge decreixent amb la distància des del mar (1.350 tones de Rotterdam a Givet, 250 fins a Freycinet).
A l'alt Mosa belga, el riu està regulat per rescloses que n'eleven el nivell uns 3 o 4 metres per permetre-hi la navegació. Cada tres anys s'obren les rescloses durant unes tres setmanes a principi de tardor, deixant tornar al riu al seu nivell natural, per tal de realitzar treballs de manteniment a les rescloses i a les ribes.

## D'un canal mort a un ecosistema fluvial viu
Sobretot la part navegable del Mosa des de la frontera belgo-francesa fins al delta als Països Baixos va transformar-se en un canal bifuncional: desguàs i navegació des de la fi del segle xix. Les ribes suaus, biòtops importants, també per a la capacitat autonetejadora van reemplaçar-se per dics de pedra i de formigó. Rescloses, centrals hidroelèctriques i altres obstacles van bloquejar el pas als peixos migratoris. La indústria va matar la darrera vida en deixar córrer les aigües usades sense depurar-les. La desaparició de les planes d'inundació o la seva urbanització van augmentar els riscs de danys seriosos en cas de riuades. Des dels anys 1990 les primeres obres van començar per a canviar una situació desastrosa.
El 2002 va realitzar-se una primera victòria amb la captura al pas de peix nou a Lixhe d'un salmó, espècie desapareguda des del 1935. A la província de Limburg va decidir-se de sacrificar terres de conreu, de recular el dic primari i tornar l'espai al riu. Les ribes podran renaturar-se i el llit desplaçar-se lliurement. El projecte Maascorridor reuneix municipis riberencs que estan creant un ample corredor natural, una reserva natural que ja té una llargada de 10,5 km i que encara s'eixamplarà. En eixamplar el llit d'hivern, no només es crea una zona natural diversa i interessant, sinó que també es redueix el risc de riuades per a les zones urbanitzades.
Es va crear una comissió Internacional de la Mosa Des dels anys 1980, moviments ecològics van actuar per a la renaturalització i la despol·lució. La Directiva marc de l'aigua europea del 2000 accelerar el moviment. L'Acord Internacional sobre el Mosa, signat a Gant el 3 de desembre del 2002 va ser ratificat l'1 de desembre del 2006.
Als Països Baixos, el Pla Delta va estabilitzar definitivament la zona de la desembocadura. Les conseqüències ecològiques del tancament de diversos braços de mar al moviment de la marea i de l'aportació d'aigua salada van ser desastroses per a la biodiversitat i la vida aquàtica. Entre 1970 i 2008, la resclosa d'Haringvliet només s'obria a marea baixa, per deixar sortir l'aigua dolça. Es tancava dues vegades per dia a marea alta. Des del 2008, el servei de gestió de les vies aquàtiques neerlandès, el Rijkswaterstaat va decidir d'obrir parcialment les rescloses antimarejada de l'Haringvliet, un dels braços pel qual el Mosa desemboca al mar. En crear una zona de transició d'aigua salabrosa s'hauria d'augmentar la biodiversitat que va reduir-se fulgurantment després de l'entrada en servei de la resclosa el 1970. Des d'aleshores la resclosa només es tanca al cas de marejades de tempesta o nivell dels rius extremament baix. Això facilitarà el retorn del salmó, truita de mar, i l'anguila, així que el Crangon crangon i Osmerus eperlanus.

## Galeria

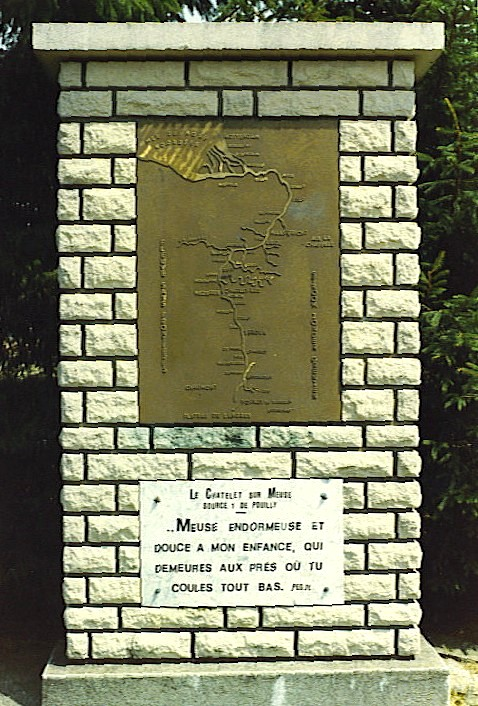
Pouilly (França) Font n° 1 del Mosa
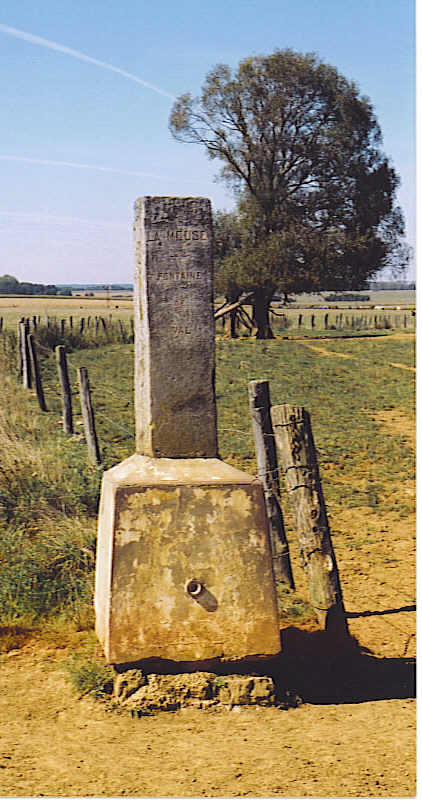
Pouilly (França) Font n°2 del Mosa
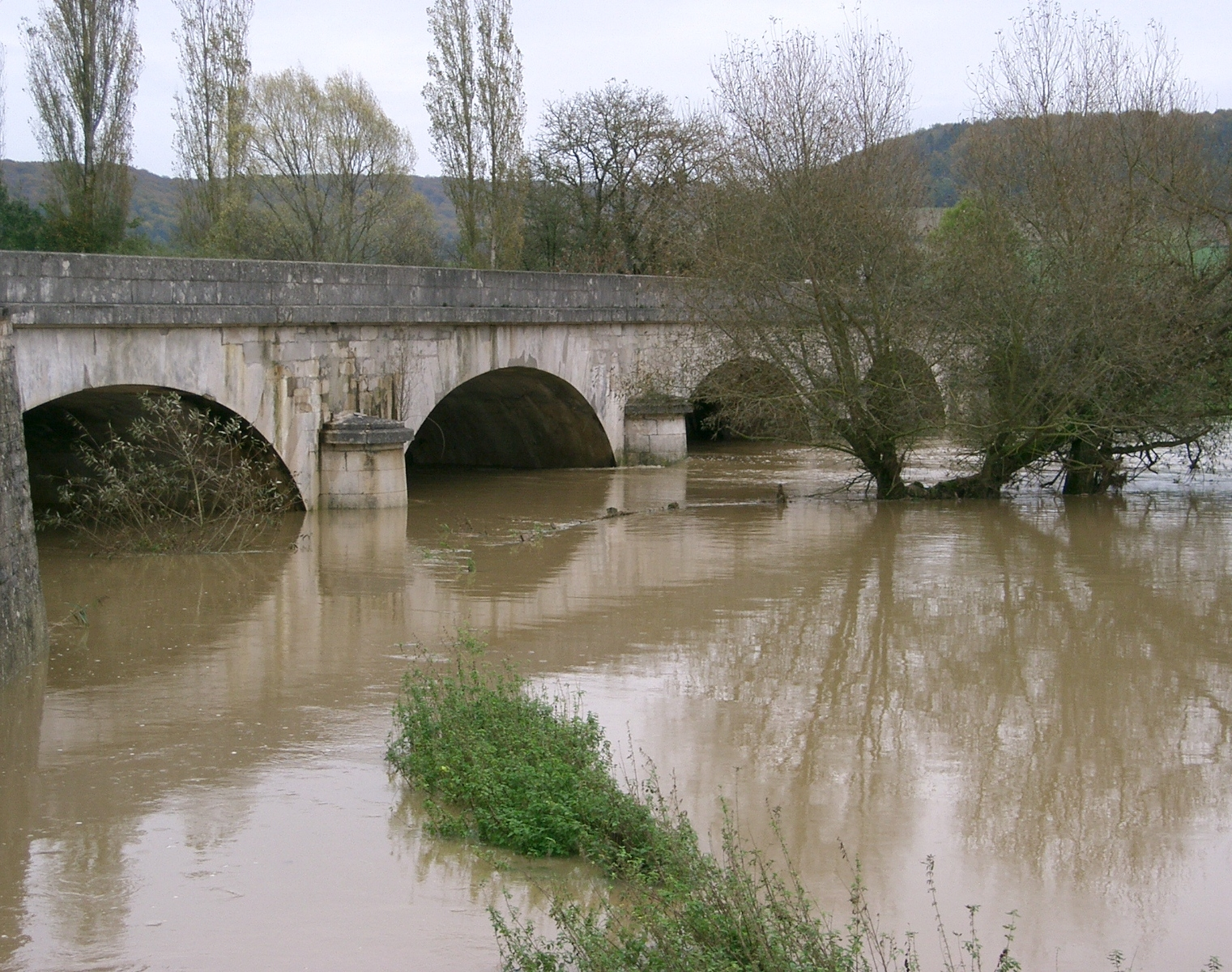
Domrémy-la-Pucelle (França), Mosa després de les pluges autumnals
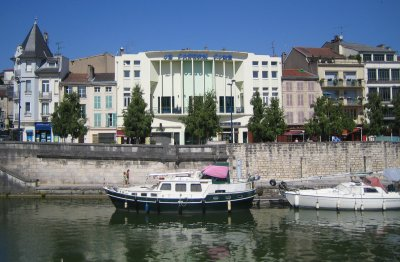
Verdun (França), passeig de Londres.
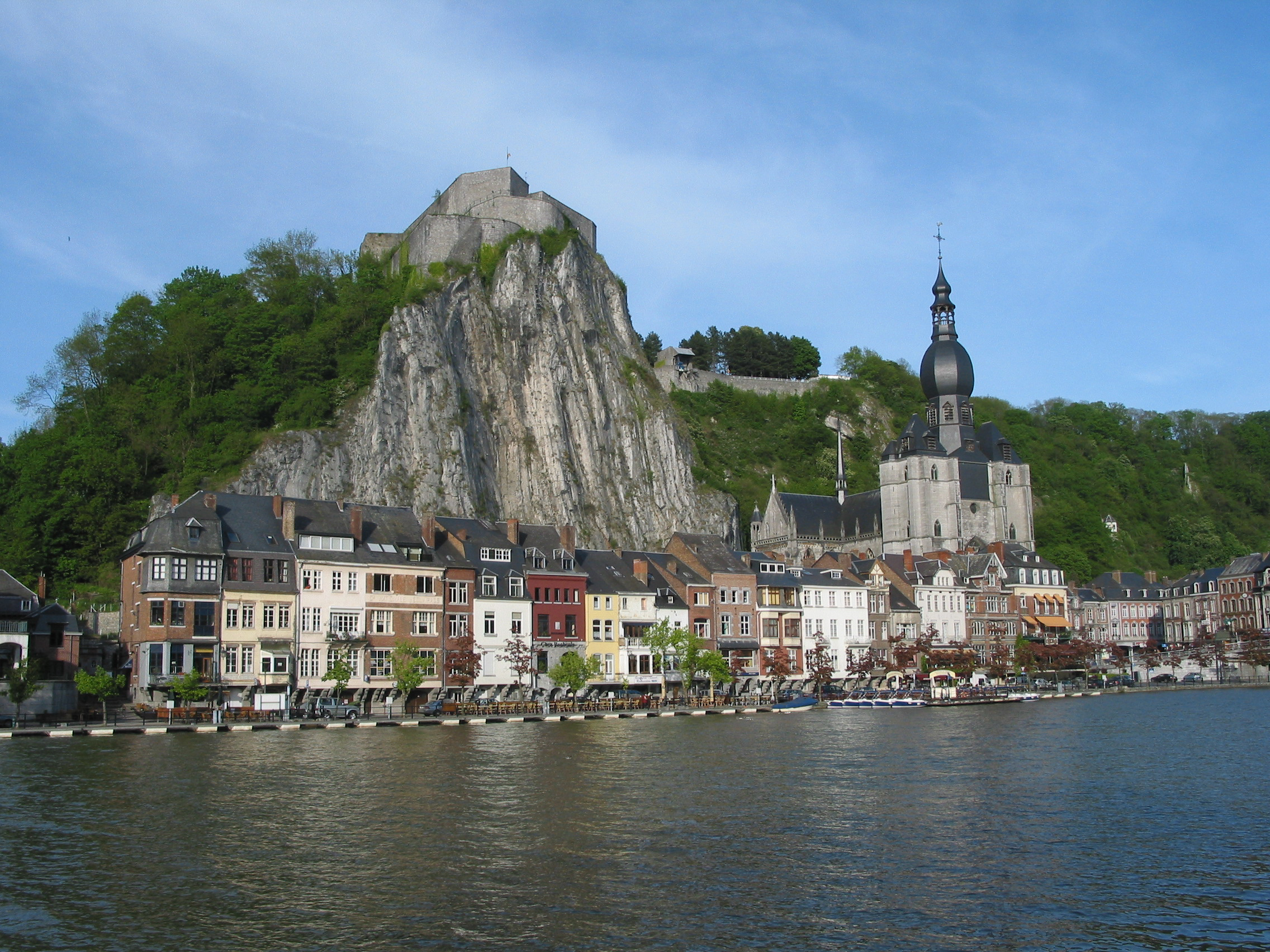
Dinant (Bèlgica), el Mosa
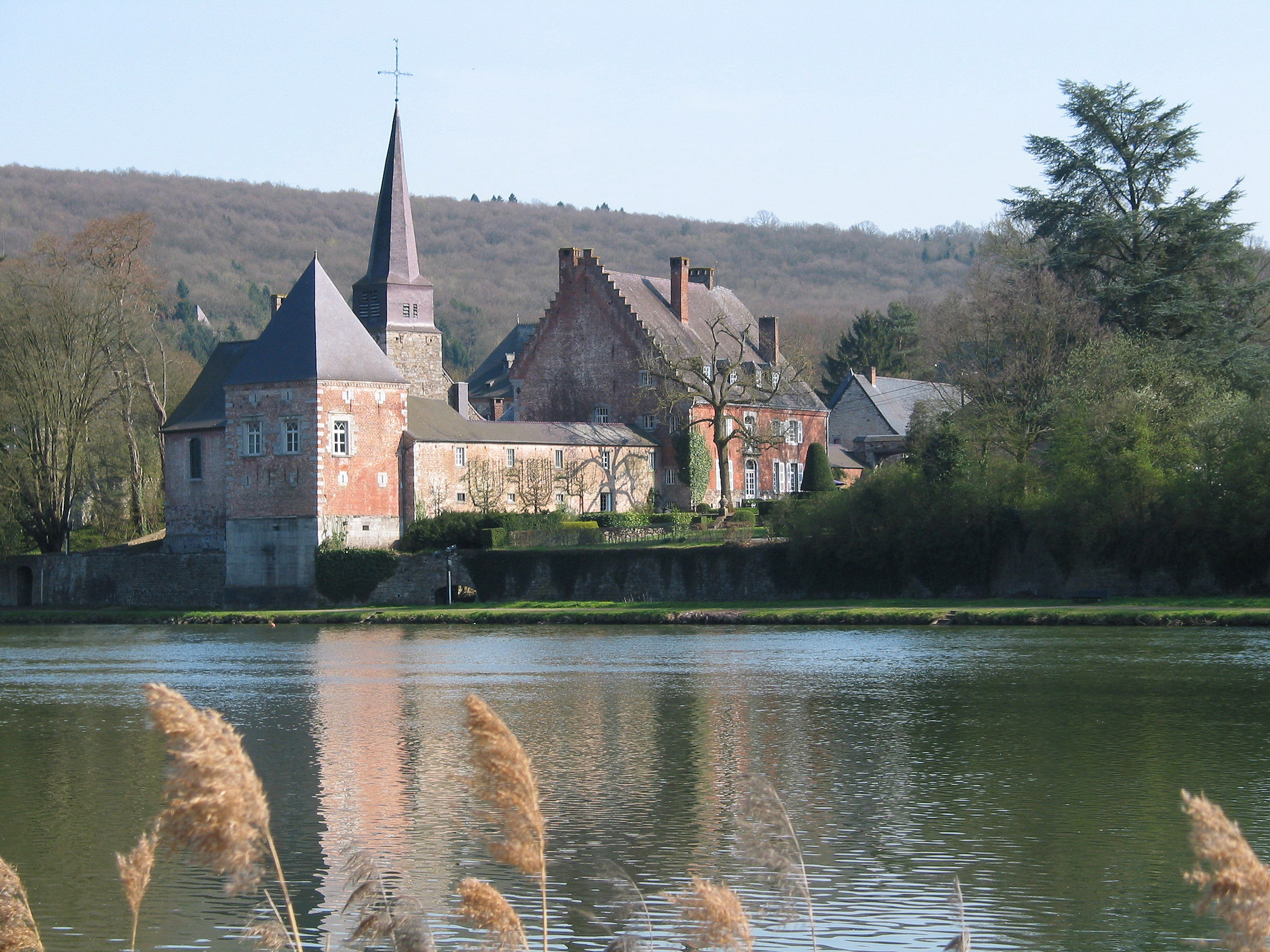
Godinne (Bèlgica)
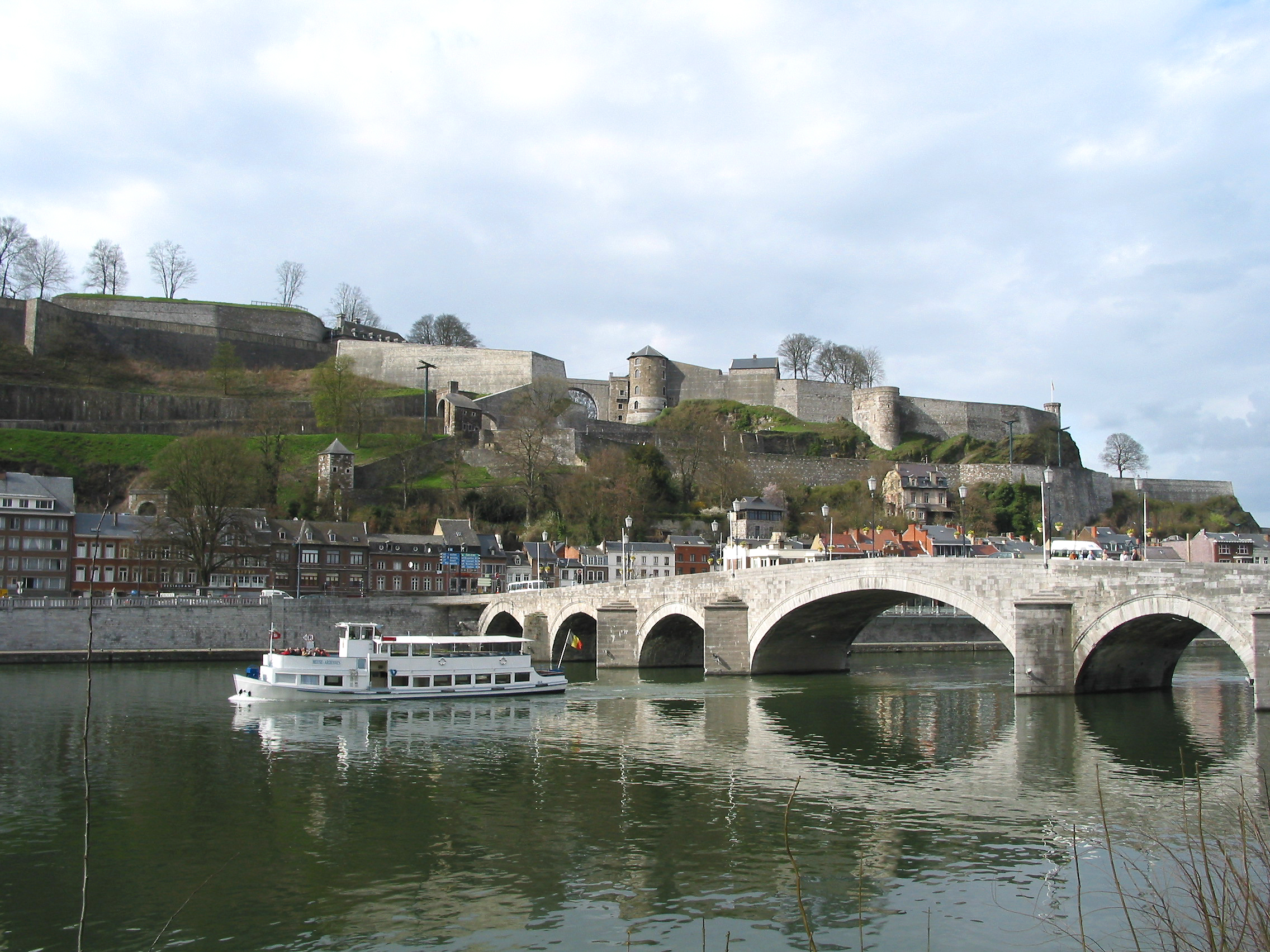
Namur (Bèlgica), el pont de Jambes i la ciutadella
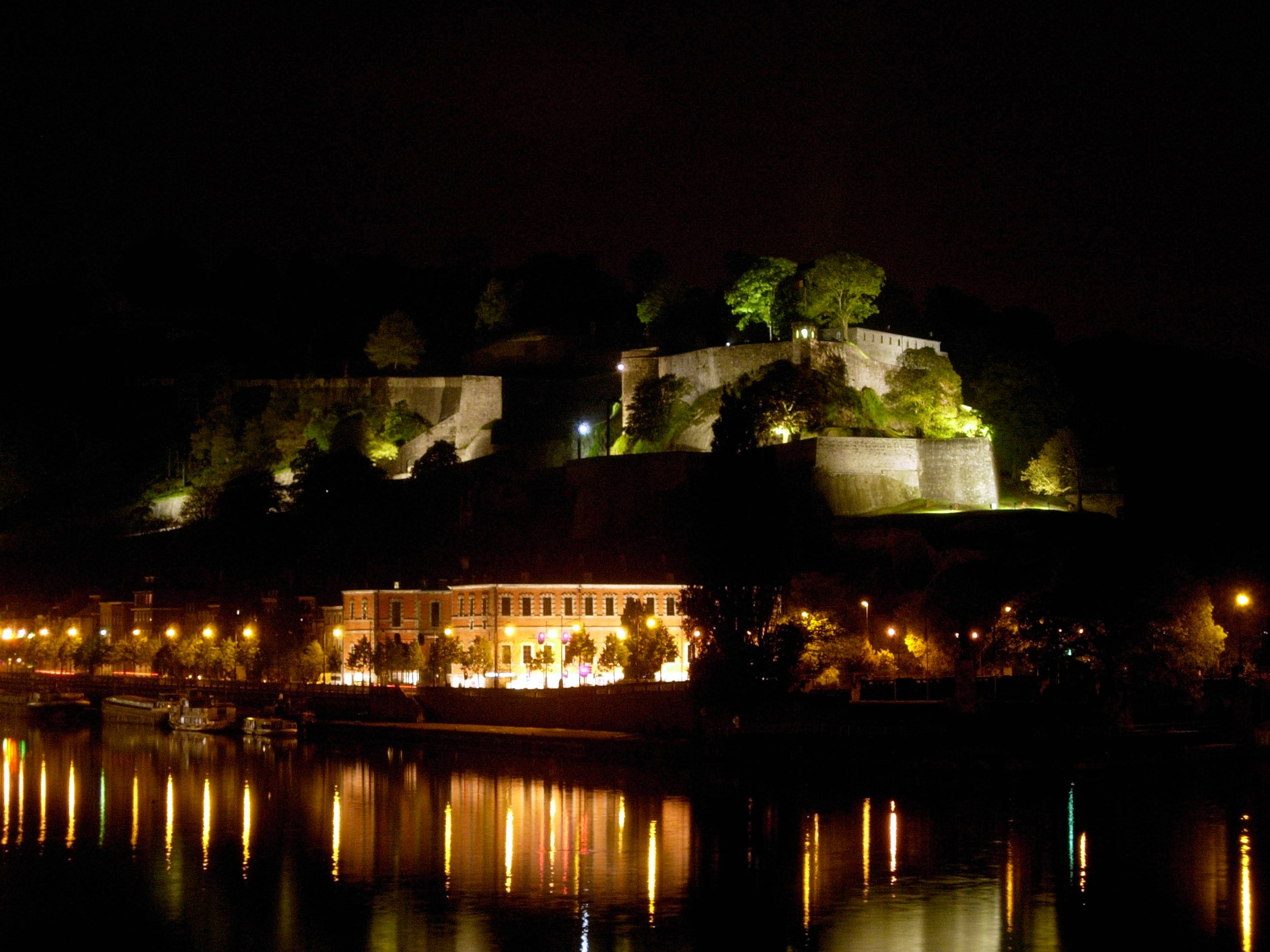
Namur (Bèlgica), el Mosa, la ciutadella i el parlament való
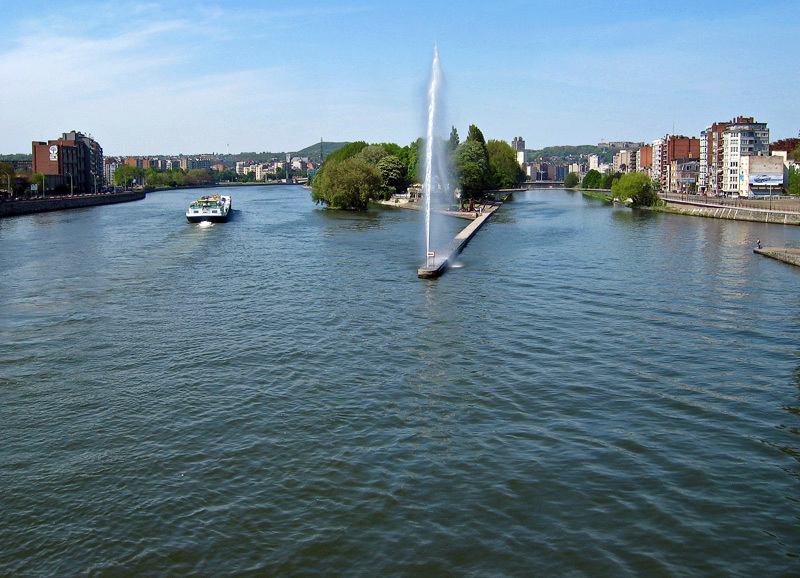
Lieja (Bèlgica), el Mosa des del pont de Fragnée
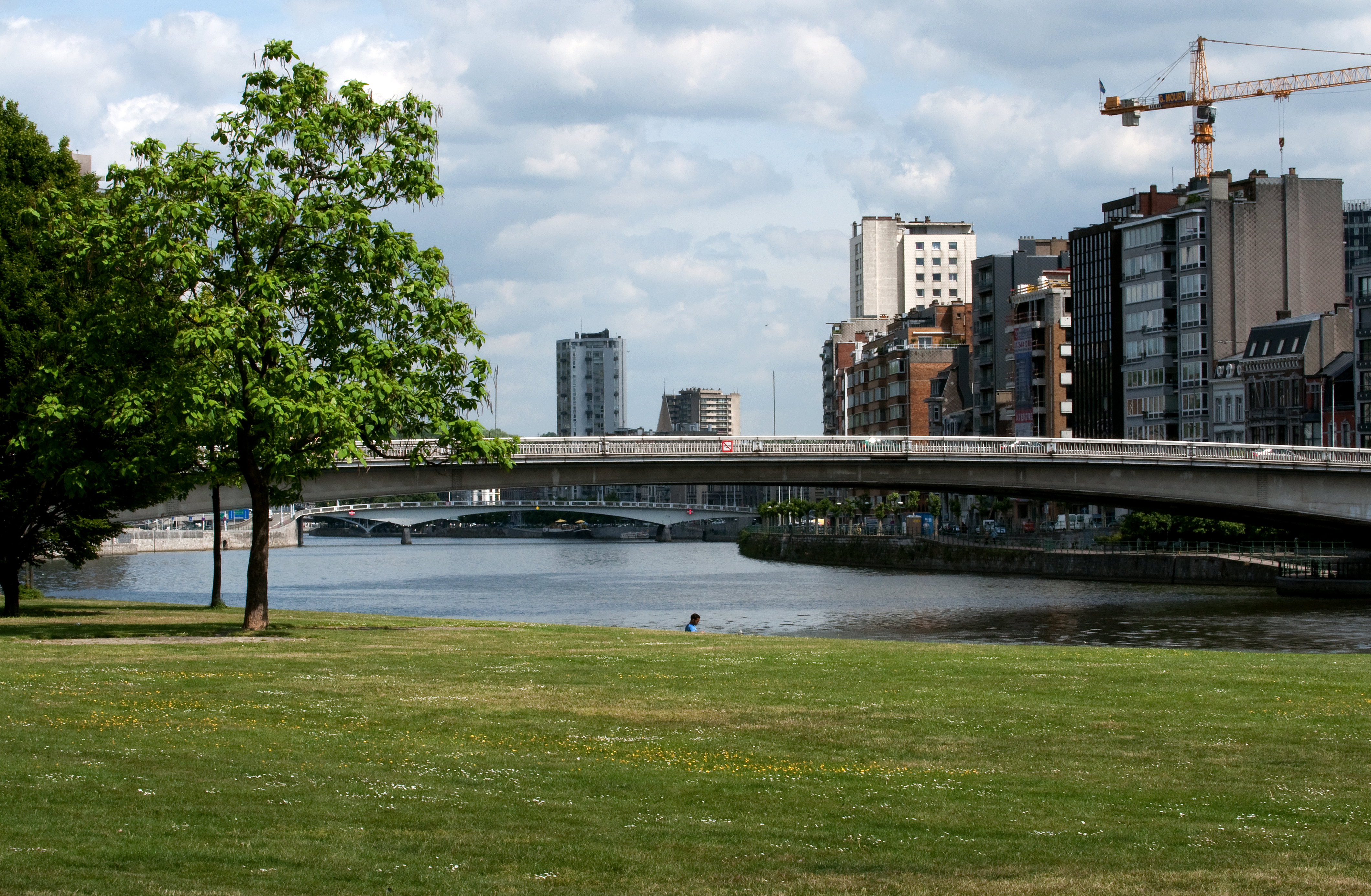
Lieja (Bèlgica), el pont Albert
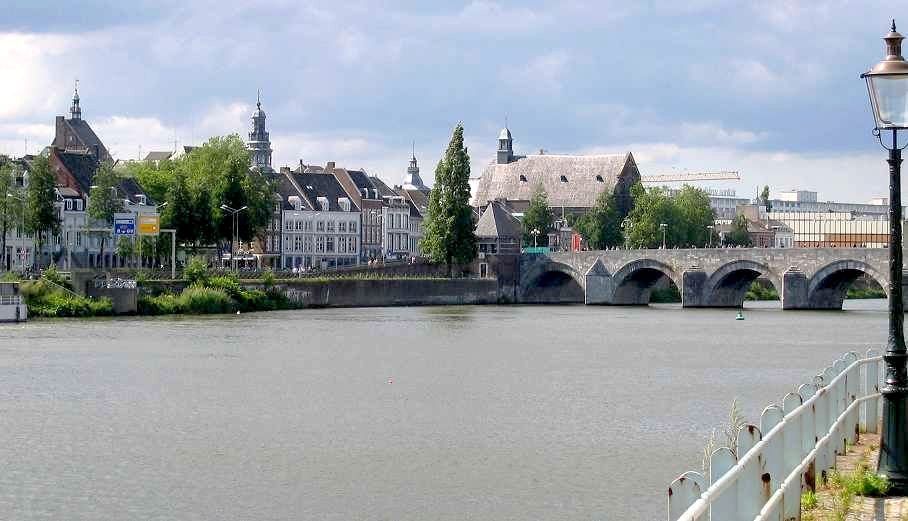
Maastricht (Països Baixos)
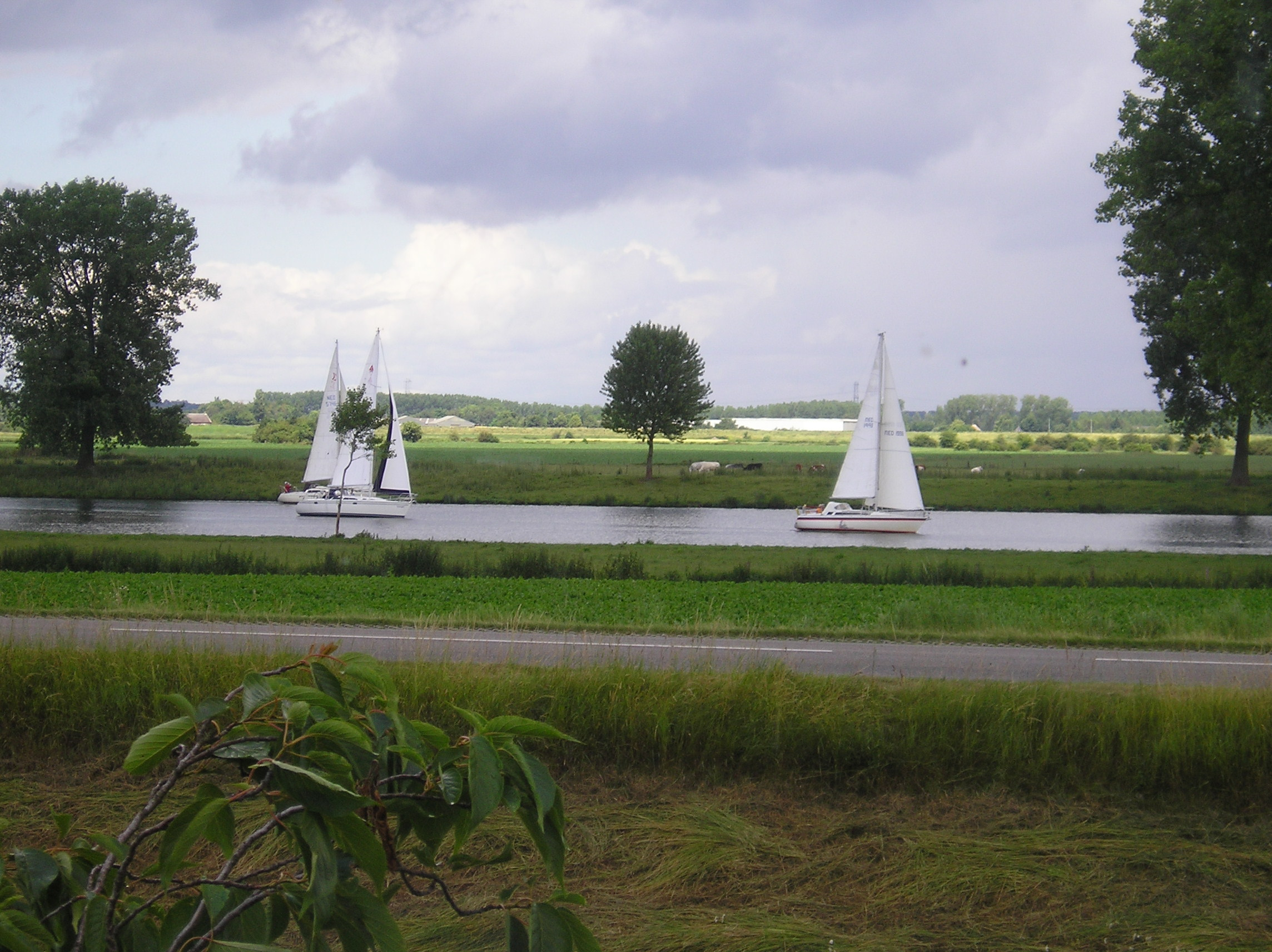
Grave (Països Baixos)
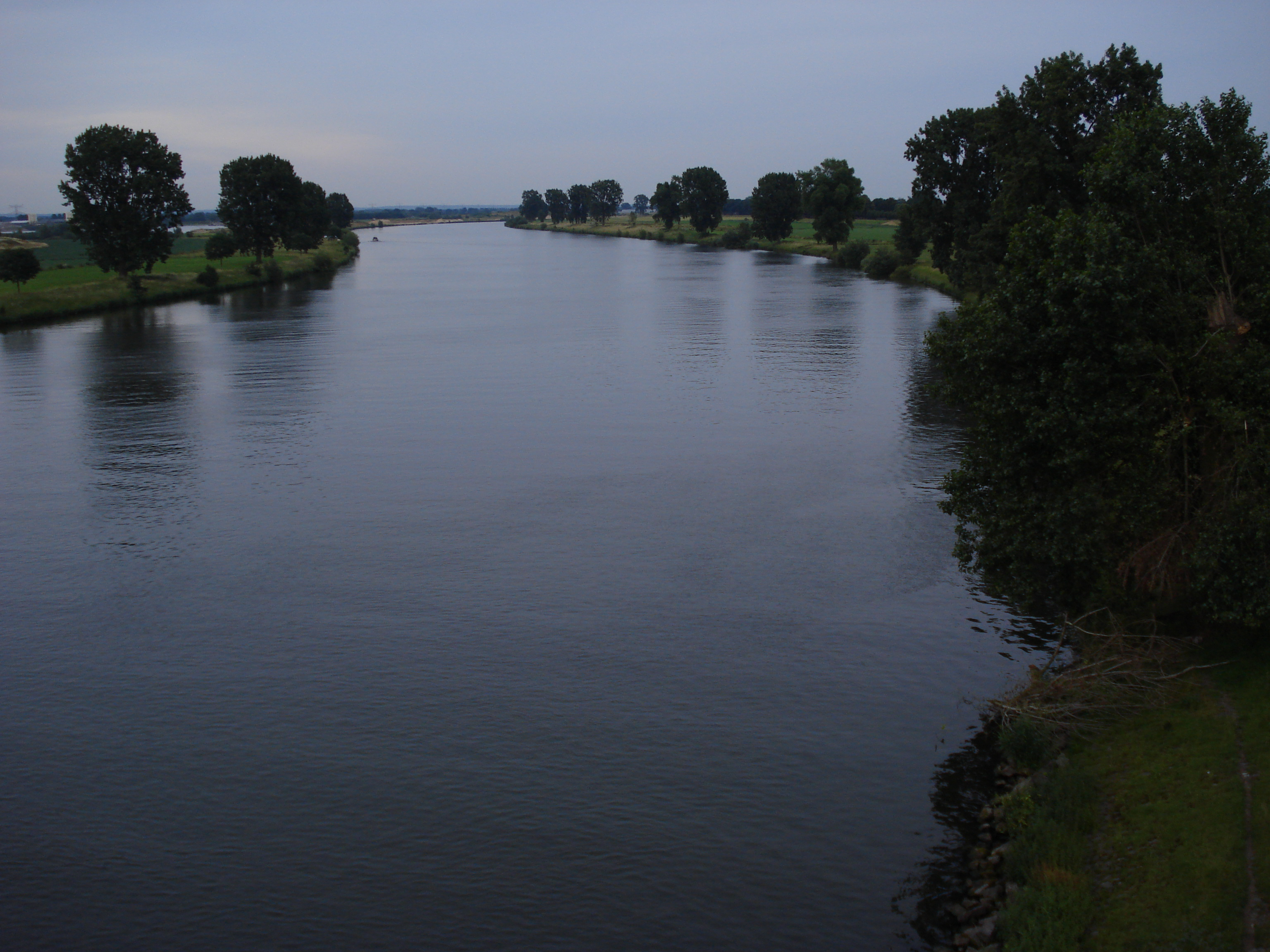
Neerloon (Països Baixos)